# Trans-World-Airlines-Flug 891
Der Trans-World-Airlines-Flug 891 (Flugnummer: TW 891, Funkrufzeichen: TWA 891) war ein interkontinentaler Linienflug der Trans World Airlines von Athen nach Chicago mit planmäßigen Zwischenstopps in Rom, Mailand, Paris, Shannon und Gander. Am 26. Juni 1959 stürzte auf diesem Flug eine Lockheed L-1649A Starliner auf der Strecke vom Flughafen Mailand-Malpensa zum Flughafen Paris-Orly bei Olgiate Olona ab, nachdem ein Blitz in die Maschine eingeschlagen war. Bei dem Unfall wurden alle 68 Insassen an Bord der Maschine getötet, außerdem wurden die sterblichen Überreste eines ungeborenen Kindes einer Passagierin sowie eines weiteren Kindes gefunden.
Es war der bis dahin schwerste Flugunfall in Italien und der schwerste im Jahr 1959 sowie der erste tödliche Zwischenfall einer Lockheed Starliner.

## Maschine
Die Maschine war eine Lockheed L-1649A Starliner mit der Werksnummer 1015, die 1957 gebaut und am 30. Mai 1957 neu an die Trans World Airlines ausgeliefert wurde. Die Fluggesellschaft ließ die Maschine mit dem Luftfahrzeugkennzeichen N7313C zu. Das viermotorige Langstreckenflugzeug war mit vier luftgekühlten 18-Zylinder-Doppelsternmotoren vom Typ Curtiss-Wright R3350-988TC-18EA2 ausgerüstet, die jeweils eine Leistung von 3450 PS (2540 kW) hatten. Zum Zeitpunkt des Unfalls hatte die Maschine eine kumulierte Gesamtbetriebsleistung von 6671 Betriebsstunden.

## Besatzung und Passagiere
Der 50-jährige Flugkapitän Paul S. Grade (* 13. März 1909) verfügte über 25.514 Stunden Flugerfahrung, von denen er 682 Stunden im Cockpit der Lockheed L-1649 absolviert hatte. Der 44-jährige Kopilot Harry Louis Stanton besaß eine kumulierte Flugerfahrung von 12.150 Stunden, davon hatte er 76 Stunden im Cockpit der L-1649 absolviert. Der 29-jährige Erste Offizier Frank William Ellis verfügte über 3500 Stunden Flugerfahrung, von denen er 382 Stunden im Cockpit der Lockheed L-1649 absolviert hatte. Der 40-jährige Flugingenieur John Victor Powell wies über 9200 Stunden Flugerfahrung auf, davon hatte er 609 Stunden im Cockpit der Lockheed L-1649 abgeleistet. Der 41-jährige Flugingenieur Donald Albert Lueke hatte 9606 Flugstunden absolviert, von denen er 658 Stunden im Cockpit der L-1649 abgeleistet hatte. Darüber hinaus befand sich der 39-jährige Zweite Offizier Jack Davis an Bord.
Die drei Mitglieder der Kabinenbesatzung, die 27-jährige Flugbegleiterin Marguerite Fay, die 23-jährige Flugbegleiterin Jacqueline Jaussen und der 38-jährige Flugbegleiter Edmond Mouchnino, hatten alle die französische Staatsangehörigkeit.
An Bord der Maschine befanden sich 59 Passagiere aus acht Ländern, mehrheitlich US-amerikanische oder italienische Staatsangehörige. Zu den Reisenden gehörte auch Maria Fermi Sacchetti, Schwester des Kernphysikers und Nobelpreisträgers Enrico Fermi.

## Flugplan
Bei dem Flug TW891 handelte es sich um einen Linieninterkontinentalflug vom Flughafen Athen-Ellinikon zum Chicago O’Hare International Airport. Entlang der Flugroute waren Zwischenstopps auf dem Flughafen Rom-Ciampino, dem Flughafen Mailand-Malpensa, dem Flughafen Paris-Orly, dem Flughafen Shannon und dem Flughafen Gander vorgesehen. Der Unfall ereignete sich auf dem dritten Flugabschnitt.

## Unfallhergang
Um 15 Uhr startete die aus Athen-Ellinikon gekommene Maschine vom Flughafen Rom-Ciampino zum Weiterflug nach Mailand-Malpensa. Die Zwischenlandung erfolgte um 16:36 Uhr. Als die Maschine um 17:20 Uhr vom Flughafen Mailand-Malpensa abhob, herrschte in der Umgebung des Flughafens leichter Regen bei einer niedrig hängenden Wolkendecke, die bis in eine Höhe von 2.000 Fuß reichte. Die Sichtweite betrug etwa 3,2 Kilometer. Vereinzelt kam es zu Gewittern.
Zwölf Minuten nach dem Start teilte die Besatzung der Flugsicherung ihre Position mit und meldete, dass sie sich in einem Steigflug auf einer Höhe von 10.000 Fuß befinde. Wenige Minuten später kam es zum Strukturversagen. Die Starliner brach in der Luft auseinander. Die Wrackteile stürzten im Umkreis von mehreren hundert Metern zwischen Olgiate Olona, Marnate und Castellanza, etwa 12 km östlich des Flughafens Mailand-Malpensa, zu Boden, wobei alle 68 Insassen getötet wurden.

## Nach dem Unfall
Sofort trafen Retter und Feuerwehrleute ein, die den Brand löschten, aber keine Überlebenden vorfanden. Die Such- und Bergungsaktion wurde durch die schwierigen Wetterverhältnisse noch weiter erschwert.
In den Stunden nach der Katastrophe trafen einige Offizielle ein, darunter der Erzbischof von Mailand, Giovanni Battista Montini, der spätere Papst Paul VI., der den Ort der Katastrophe segnete. Die Trauerfeier fand in der Basilika San Giovanni Battista in Busto Arsizio statt. Die sterblichen Überreste der Opfer wurden auf mehreren Friedhöfen in der Umgebung bestattet.

## Opfer

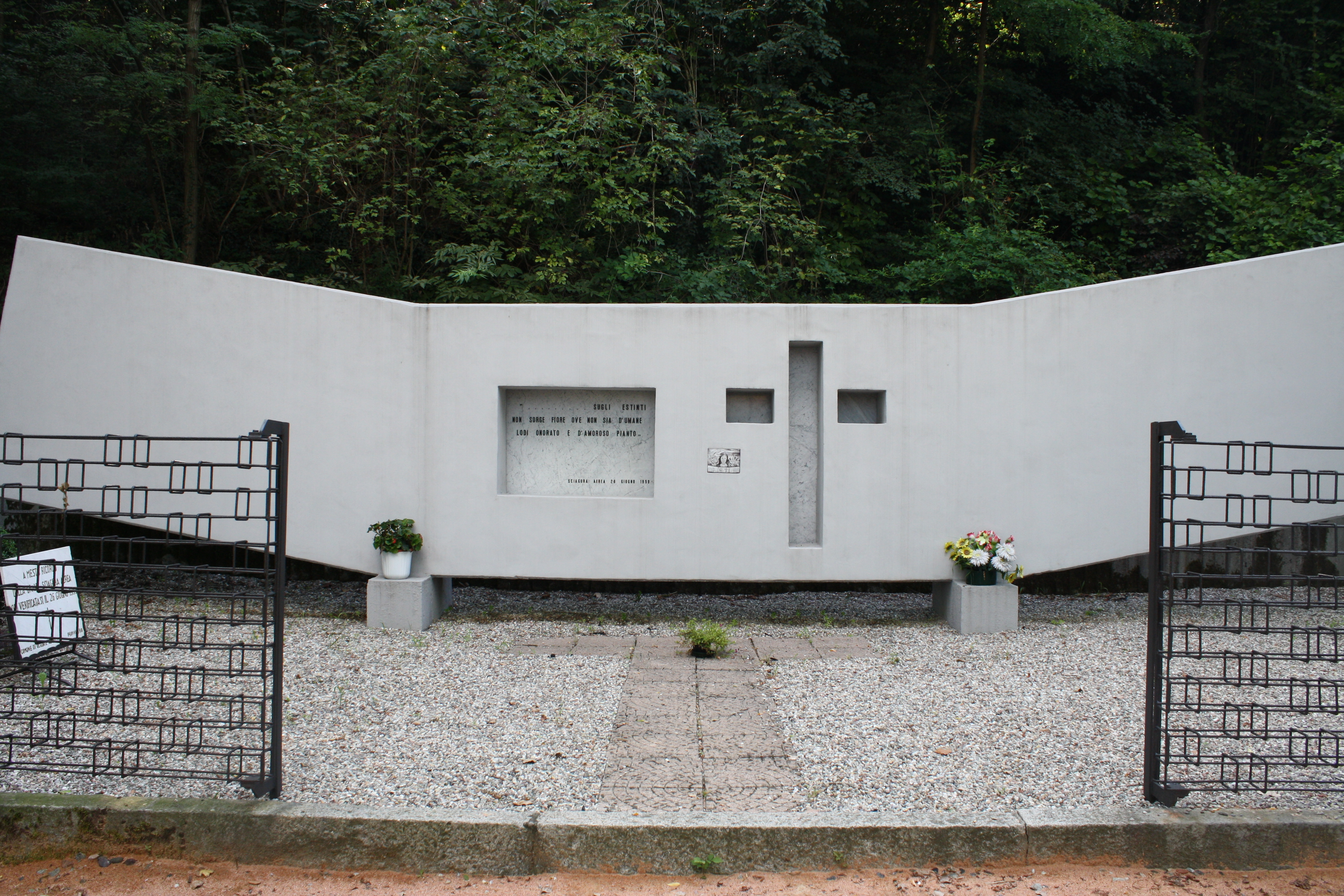
Gedenkstätte in Olgiate Olona

| Staatsangehörigkeit                       | Passagiere | Besatzung | unbekannt | Gesamt |
| ----------------------------------------- | ---------- | --------- | --------- | ------ |
| Vereinigte Staaten                        | 31         | 6         | —         | 37     |
| Italien                                   | 15         | —         | —         | 15     |
| Vereinigte Arabische Republik (Ägypten) 1 | 1          | —         | —         | 1      |
| Israel                                    | 1          | —         | —         | 1      |
| Vereinigtes Königreich                    | 4          | —         | —         | 4      |
| Deutschland                               | 1          | —         | —         | 1      |
| Frankreich                                | 4          | 3         | —         | 7      |
| Chile                                     | 2          | —         | —         | 2      |
| unbekannt                                 | —          | —         | 1         | 1      |
| Gesamt                                    | 59         | 9         | 1         | 69     |

## Ursache
Einen Monat nach der Katastrophe wurde die Unfalluntersuchung eingeleitet, die von den italienischen und US-amerikanischen Behörden im Auftrag der TWA durchgeführt wurde. Die Ermittler stellten Hypothesen zur Unfallursache auf:
- Blitzeinschlag
- Kraftstoffverlust
- Bombe
- Strukturelles Versagen
- Ausfall des Bordstromnetzes
- Triebwerkschaden

Obwohl die Ermittlungsarbeiten durch das Fehlen des noch nicht eingeführten Flugdatenschreibers erschwert wurden, ließen die zahlreichen Augenzeugenberichte darauf schließen, dass die Ursache ein Blitzschlag in eine bereits stark elektrisch aufgeladene Tragfläche war.
Am 24. November 1960 bestätigte die italienische Untersuchungskommission, dass ein Blitzschlag die Maschine zum Absturz gebracht hatte. Das Auseinanderbrechen der Maschine im Flug war auf die Explosion der im Tank Nr. 7 enthaltenen Kraftstoffdämpfe und der gleichzeitigen Zerstörung des Tanks Nr. 6 oder einer unabhängigen, zweiten Explosion in Tank Nr. 6 zurückzuführen. Mangels anderer Anhaltspunkte könne unter Berücksichtigung des stürmischen Wetters, das zum Zeitpunkt des Absturzes in dem Gebiet herrschte, einhergehend mit häufigen elektrischen Entladungen (Gewitter) davon ausgegangen werden, dass die Explosion der in Tank Nr. 7 enthaltenen Kraftstoffdämpfe durch Flammenrückschlag in den Auslassrohren ausgelöst wurde. Die aus diesen Rohren austretenden Benzindämpfe seien als Folge elektrostatischer Entladungen an den Lüftungsöffnungen entzündet worden.

## Kontroverse hinsichtlich der Opferzahl
Gemäß dem Flugplan hatten sich 68 Personen an Bord der Maschine befunden. Abweichende Quellen geben jedoch 69 oder 70 Todesopfer an. Dies liegt zum einen daran, dass bei der Bergung der Leichen festgestellt wurde, dass eine Passagierin schwanger war und der Fötus in einigen Quellen als Opfer mitgezählt wird. Darüber hinaus wurden in den Trümmern die sterblichen Überreste eines etwa 2-jährigen männlichen Kleinkindes gefunden, dessen Identität nicht geklärt werden konnte. Es wurde gemutmaßt, dass ein spielendes Kind von den herabstürzenden Flugzeugtrümmern getroffen wurde. Gegen diese Hypothese spricht, dass es in der Gegend von Olgiate Olona keine Vermisstenmeldung gab. Am wahrscheinlichsten ist, dass das Kind unangemeldet mit an Bord genommen worden war.